# 四国水族館
四国水族館（しこくすいぞくかん）は、香川県綾歌郡宇多津町にある水族館。

## 概要
2020（令和2）年4月に開館した、四国最大級の水族館。建設は、香川県内を含む複数企業が出資する株式会社四国水族館開発が行った。運営は神戸市立須磨海浜水族園などの運営を手がけていた、岡山市北区に本社を置くウエスコホールディングスの完全子会社である株式会社アクアメントが受託する。四国水族館開発は、共同研究や人材育成、地域貢献などで香川大学と連携協定を結んでいる。
立地は宇多津臨海公園の一角で、2階建の建屋に78基の水槽を設置する。総事業費は約70億円で、初年度には120万人の動員を目標としていた。

## 歴史
- 2016（平成28）年
  - 6月 - 基本計画が公表され、この時点では2017（平成29）年10月着工・2019（平成31）年春開業予定とされ、「四国水族館」の名称も仮称とされていた[5]。
- 2018（平成30）年
  - 1月 - 当初予定より遅れたものの、SMBC信託銀行からの資金が調達できたことで、建設が事実上決定する[6]。
  - 6月26日 - 起工式を行い、これにあわせてそれまで仮称だった「四国水族館」の名称が、正式な施設名となる[3]。
- 2019（令和元）年
  - 2月21日 - 館長に農学博士であり、株式会社アクアメント四国水族館準備室室長の松沢慶将が就任[7]。
  - 7月12日 - ロゴマークが決定を発表[8]。
- 2020（令和2）年
  - 1月8日 - 公募していたマスコットキャラクターの名称が発表された（詳細は後述）[9][10][11]。
  - 3月13日 - 当初は同年3月20日に開館する予定だったが、新型コロナウイルス感染症の感染拡大を受け、予定を延期することが発表された[12][13]。
  - 3月27日 - 四国4県居住者を対象に4月1日に先行オープンの上、4月13日にグランドオープンすることを発表[14]。入口に入館者の体温を測定するサーモグラフィカメラを設置し、イルカショー・餌やり体験などは休止するとしていた[14]。
  - 4月1日 - 四国居住者を対象に先行オープン[15]。その時点でもグランドオープンについては、引き続き延期の可能性があるとしていた[15]。
  - 4月3日 - 四国居住者についても当面は土日を休館とすることと、グランドオープンの延期を発表[16][17]。
  - 4月7日 - 同月8日以降は当面全面休館とすることを発表[18][19][20]。
  - 5月29日 - 6月1日からの営業再開を発表した[21]。今回は在住地による入場区分は、実施しないが、一度の入館者数を600人（雨天時500人）までとし、入場者にはマスク着用を要請するとともに入館時の手と足の消毒を実施するなどの感染対策を取るとしていた[22]。一部の催しについては引き続き休止となった[22]。
  - 7月17日 - 同日12時より公式オンラインショップを開設。当館ミュージアムショップの商品などを販売する[23]。
  - 9月1日 - 香川大学との包括連携協定書締結式を実施[24]。
  - 9月18日 - 累計来館者数が30万人に到達[25][26]。
  - 11月 - 鳥インフルエンザの感染防止対策のため、翌2021（令和3）年3月20日までケープペンギンの展示を休止[27]。
- 2021（令和3）年
  - 6月1日 - 開業1周年。同日より関連企画を随時実施するとしていた[28]。
  - 10月18日 - 通算507日目にして累計来館者数100万人を達成[29][30]。館長は「（新型コロナウイルスがなければ）昨年の今くらいには達成していたかった」と述べている[29]。
- 2022（令和4）年
  - 6月15日 - 累計来館者数150万人を達成[31]。
  - 11月9日 - 鳥インフルエンザの感染防止対策のため、翌2023（令和5）年3月22日まで飼育中のケープペンギンの展示を休止[32]。休止中は「人鳥の景」に、海洋堂かっぱ館から借り受けた8体のかっぱの造形物を展示していた[33]。
- 2023（令和5）年
  - 1月29日 - 累計来館者数200万人を達成[34][35]。
  - 2月1日 - 施設維持管理費の高騰を理由に入館料を改定[36]。
  - 2月9日 - 「龍宮の景」の一部エリアに、約2分間の音声ガイドを追加[37]。
  - 10月7日 - 海側の芝生エリア（1138㎡）を「潮風の庭」として開放[38]。
- 2024（令和6）年
  - 3月20日 - アートスポット「UMI to SORA」が完成。「瀬戸内海と空をつなぐ」をコンセプトとしている[39]。ただし、同日に予定されていたお披露目イベントは強風のため中止となっている[40]。
  - 6月6日 - 香川短期大学との包括連携・協力に関する協定書の調印式を実施[41]。
  - 6月26日～7月20日 - 当館で誕生したイエローリップダムゼルとコバンアジの稚魚を展示。また、イエローリップダムゼルの繁殖は日本初であり、コバンアジの繁殖は国内2例目となる[42]。
  - 8月19日 - 累計来館者数300万人を達成[43][44][45]。
- 2025（令和7）年
  - 2月6日 - 四国水族館PRポスターと5周年記念ロゴが完成。香川短大経営情報科デザイン・アートコースの2年生が制作し、同月13日には表彰式が行われた[46]。
  - 4月1日 - 施設維持管理費の高騰を理由に入館料金を再び改定[47]。
  - 6月19日 - NPO法人黒潮実感センターとの連携で、太平洋ゾーン流れ藻の景にて、再びアオリイカの卵と稚イカの展示を開始[48]。なお、2024（令和6）年7月3日からも展示されていた[49]。

## 展示
常設展示は、開館前の報道では約400種類・14000点。館内は大きく以下の展示ゾーンに分かれる。
- 本館1階 - 瀬戸内海ゾーン・太平洋ゾーン・深海ゾーン・海月ゾーン
  - 綿津見の景 - 四国最大の650tの水槽による、太平洋の回遊魚展示。
  - 神無月の景 - アカシュモクザメを展示。水槽は底から見上げる形で設置されている。
  - 渦潮の景 - 鳴門の渦潮をモチーフとする展示。
- 本館2階 - 川獺がいた景
  - 清流の女王の景 - アユの生活史をモチーフとする展示。
- 海側別館 - 海驢の景・人鳥の景・潮だまりの景・太公望の景
- 西別館1階 - 海豚ホール・ウエルカムブース
- 西別館2階 - 海豚プール・サンセットデッキ

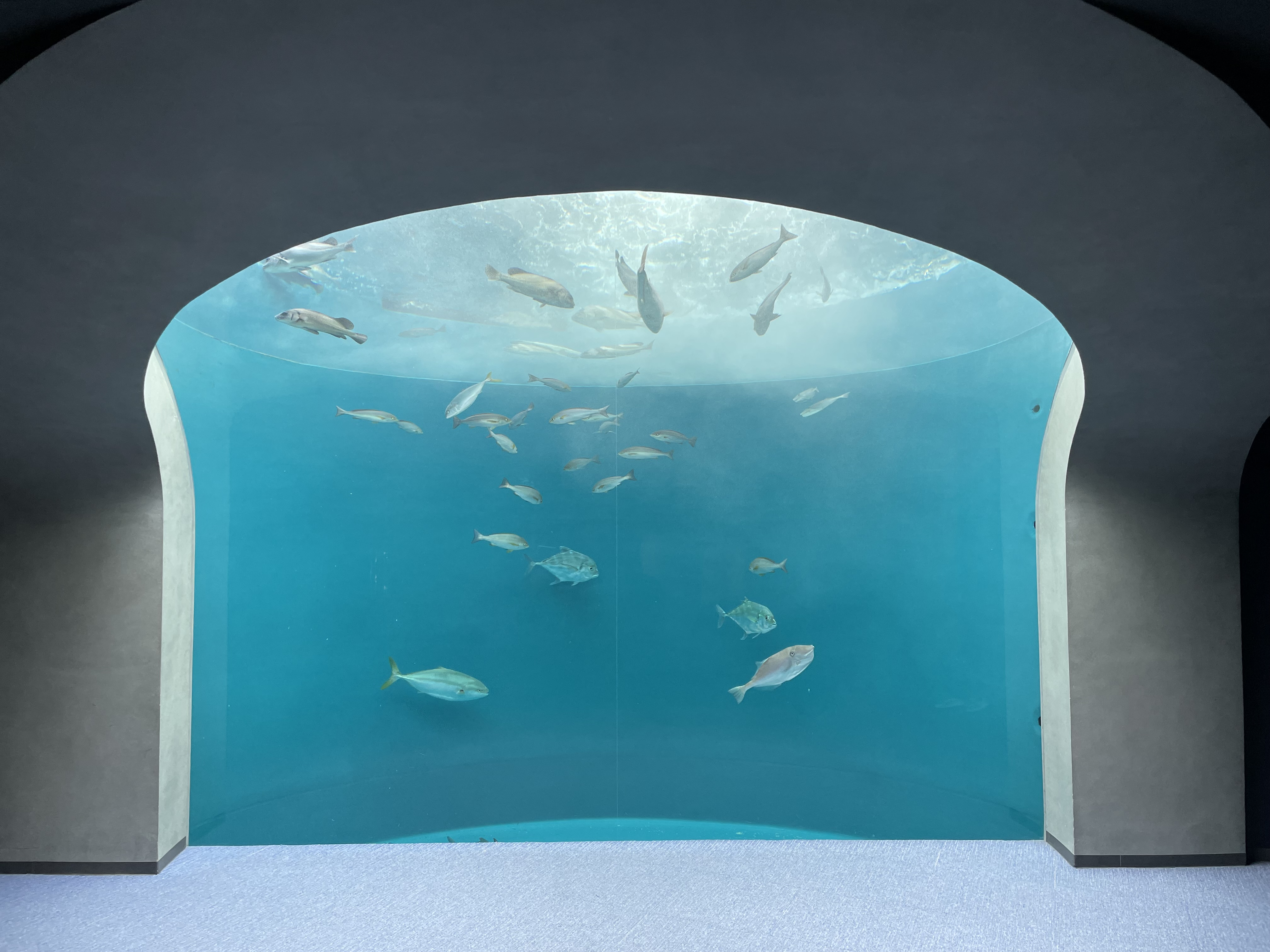
渦潮の景
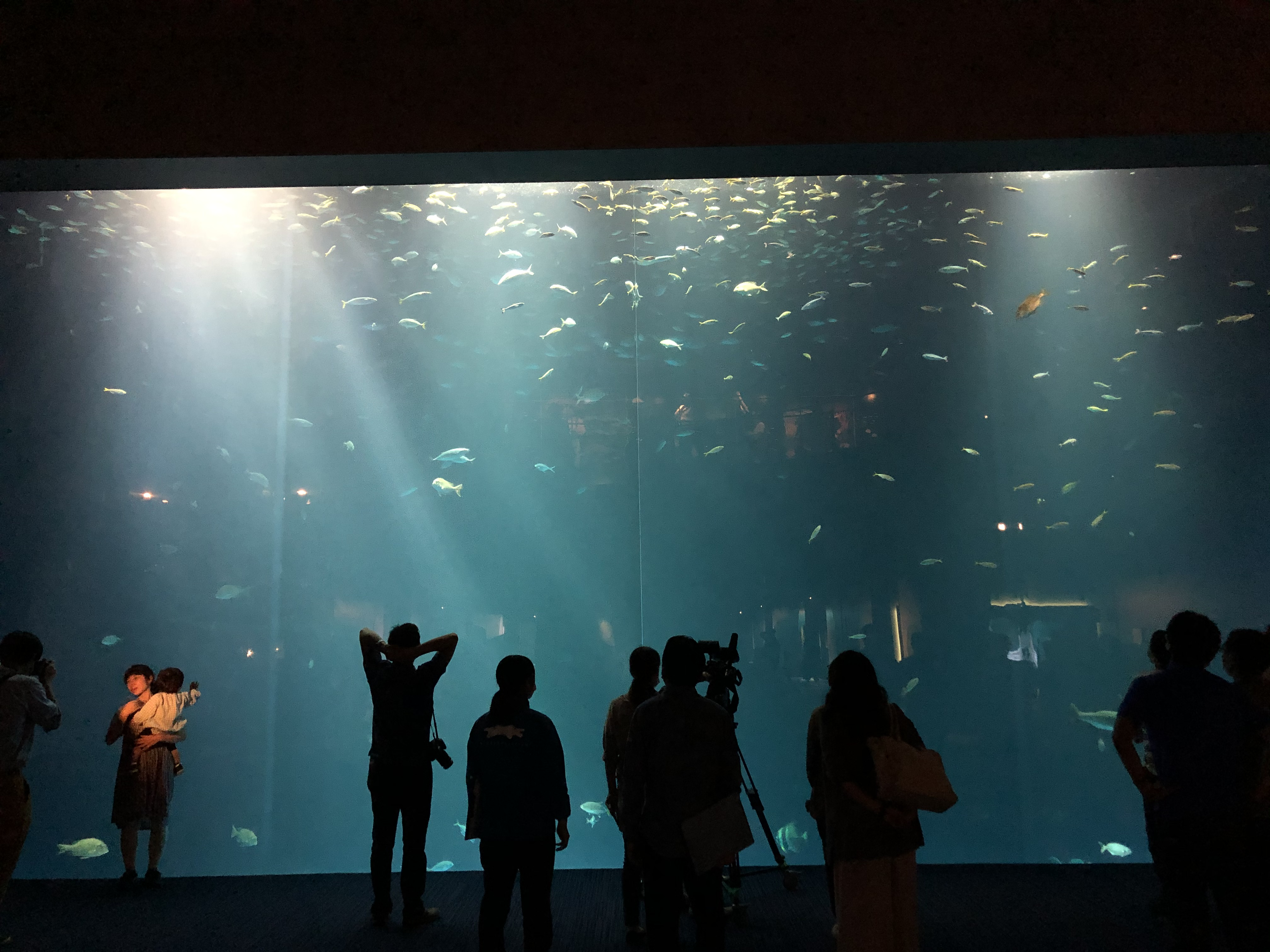
綿津見の景
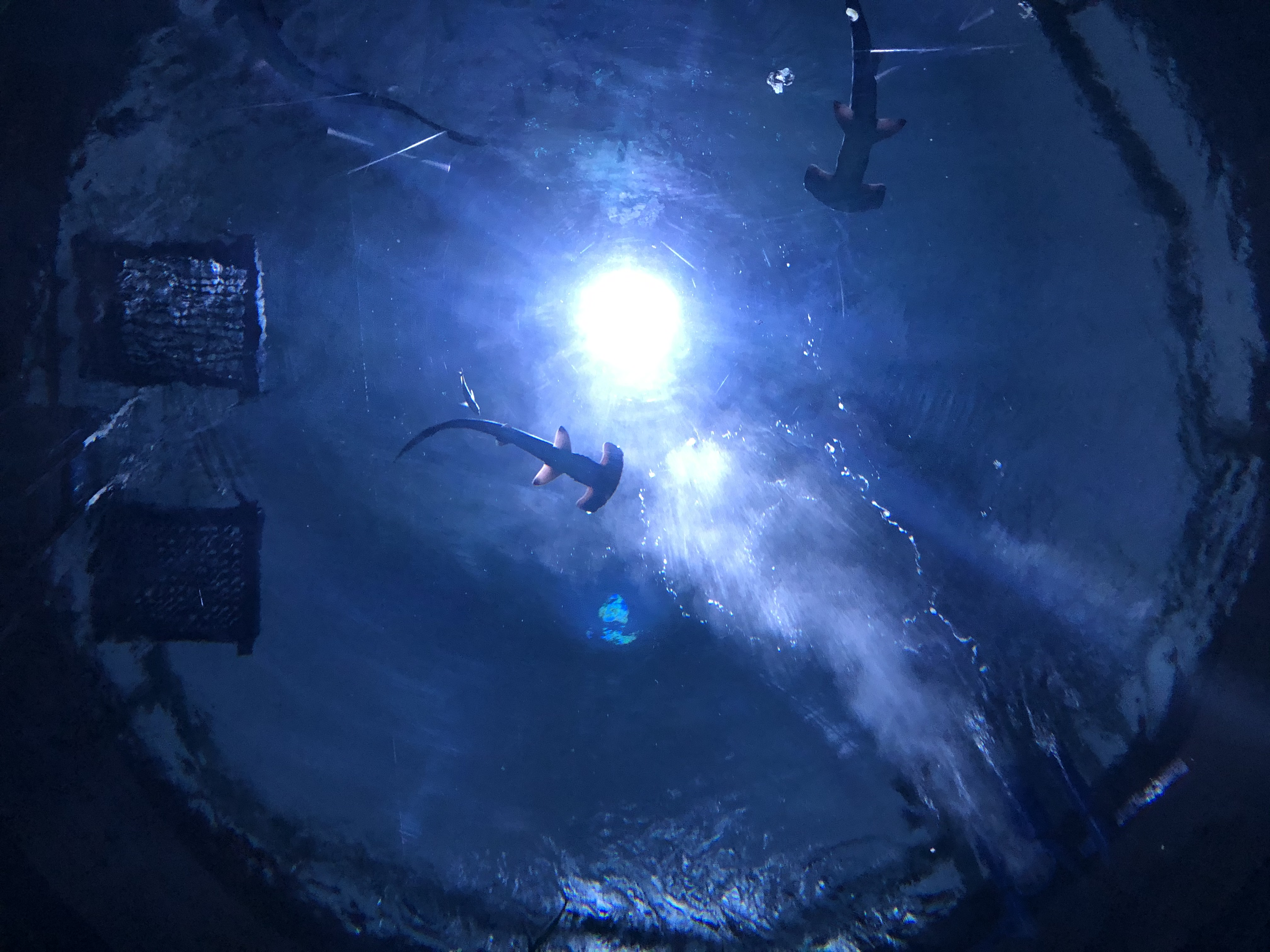
神無月の景
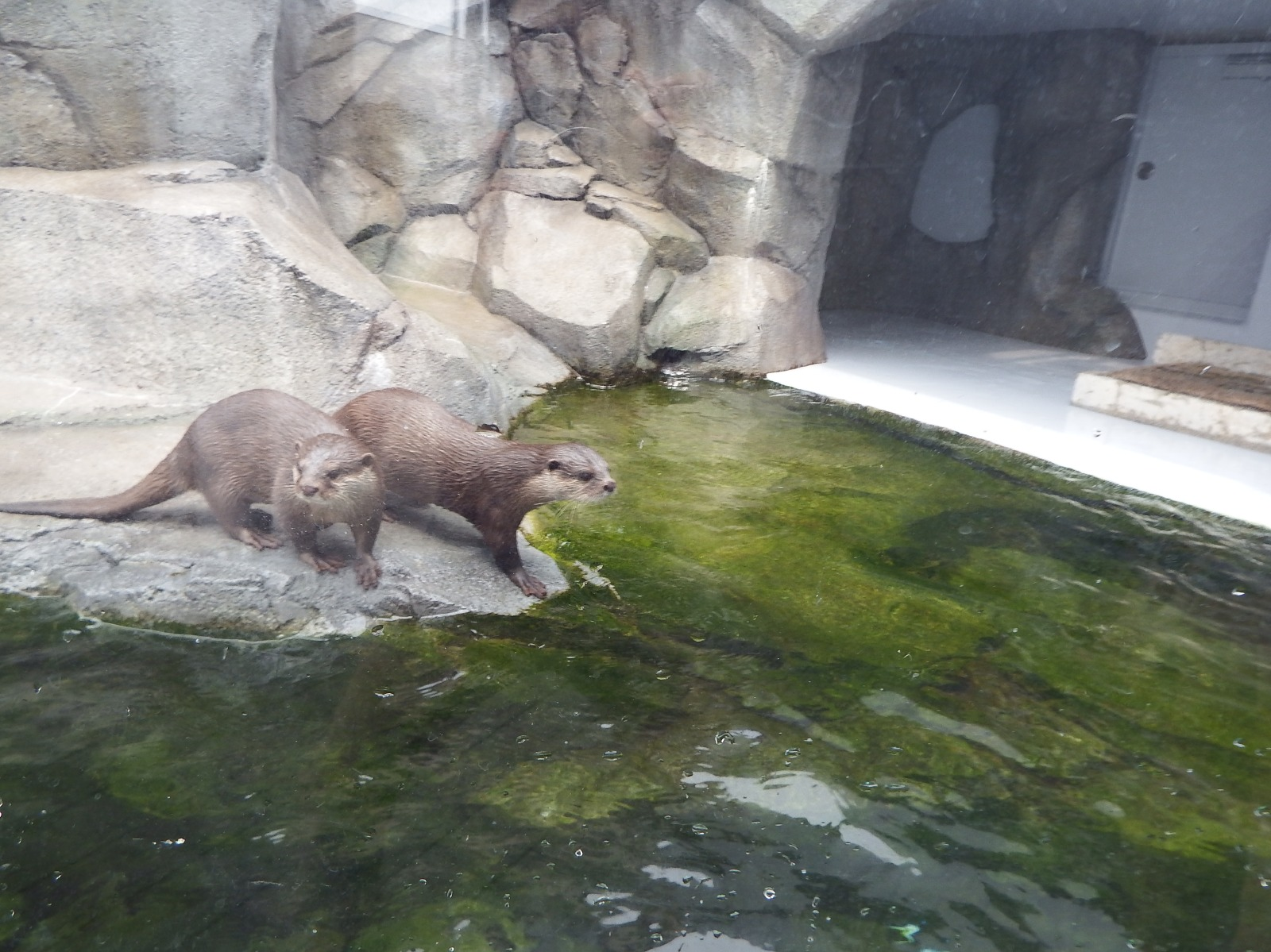
川獺がいた景
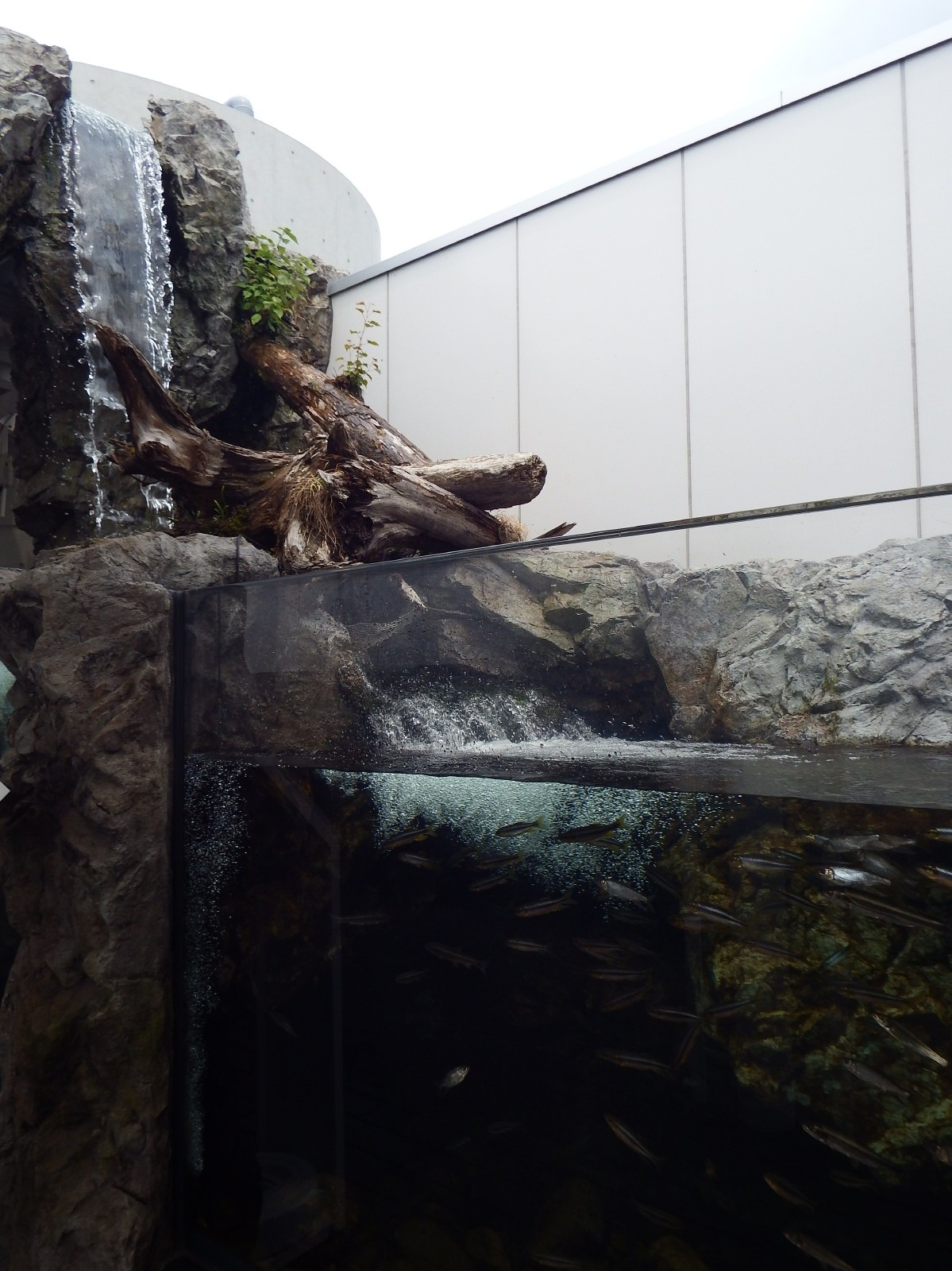
清流の女王の景
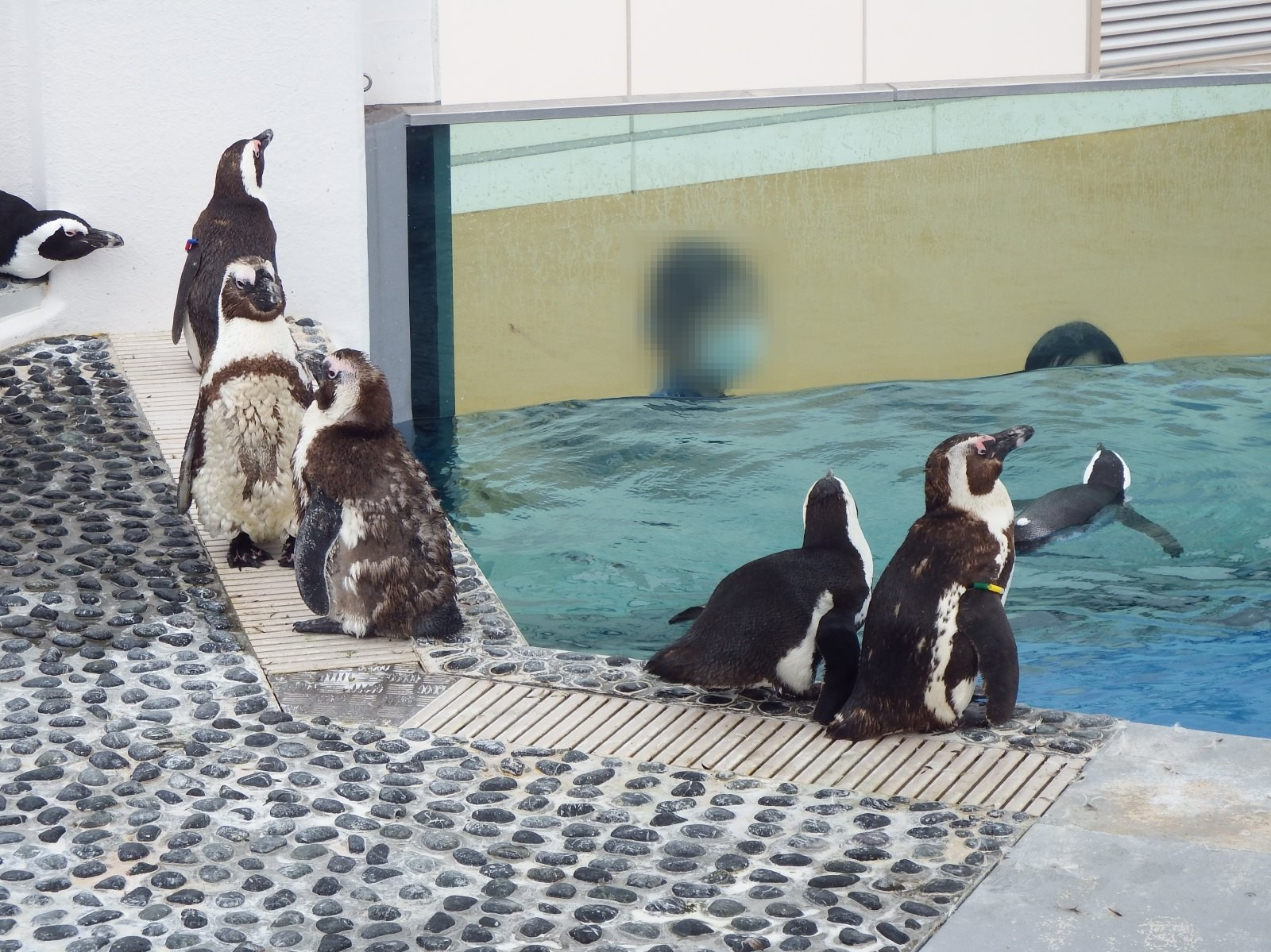
人鳥の景
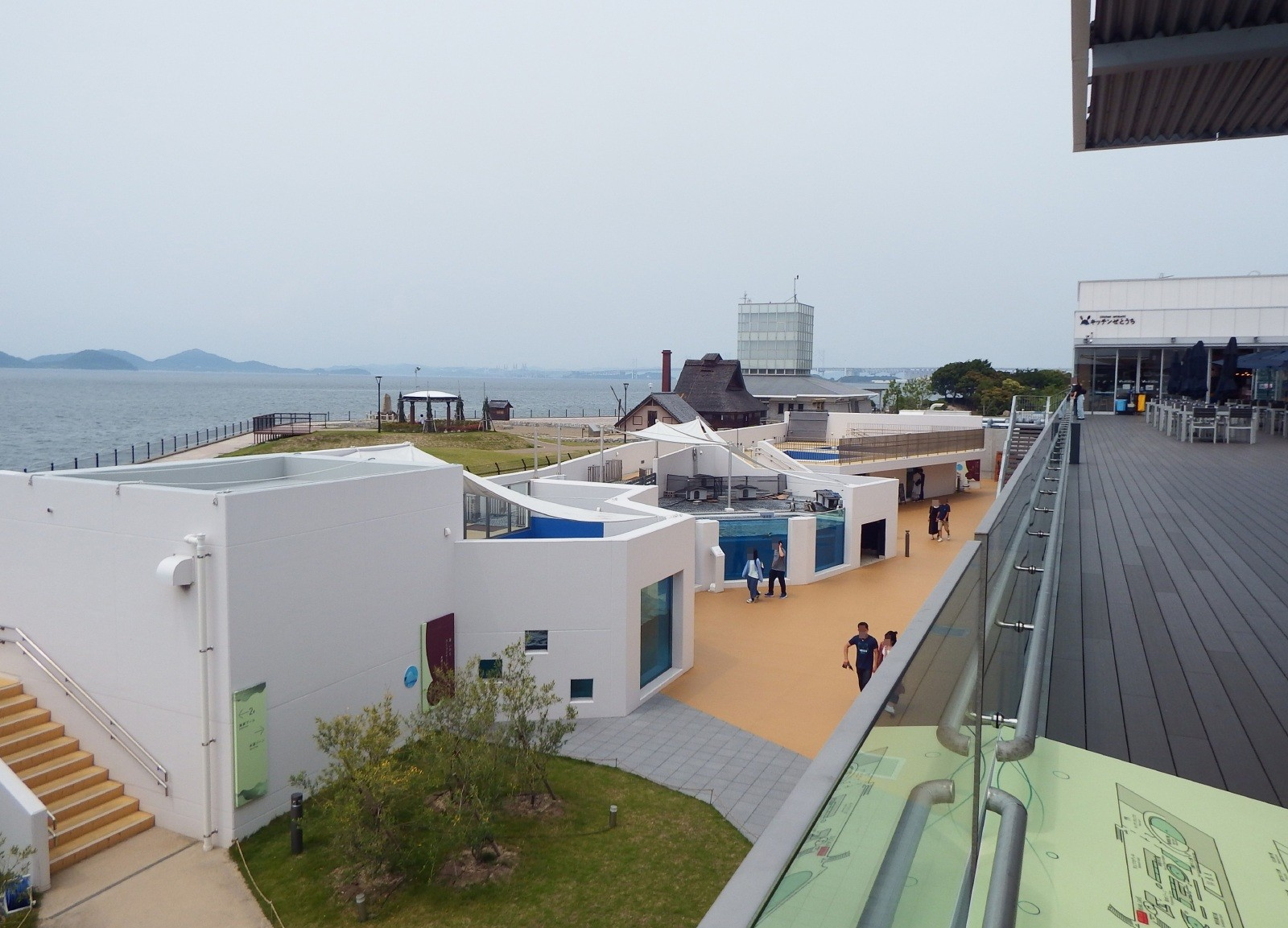
せとうちデッキ
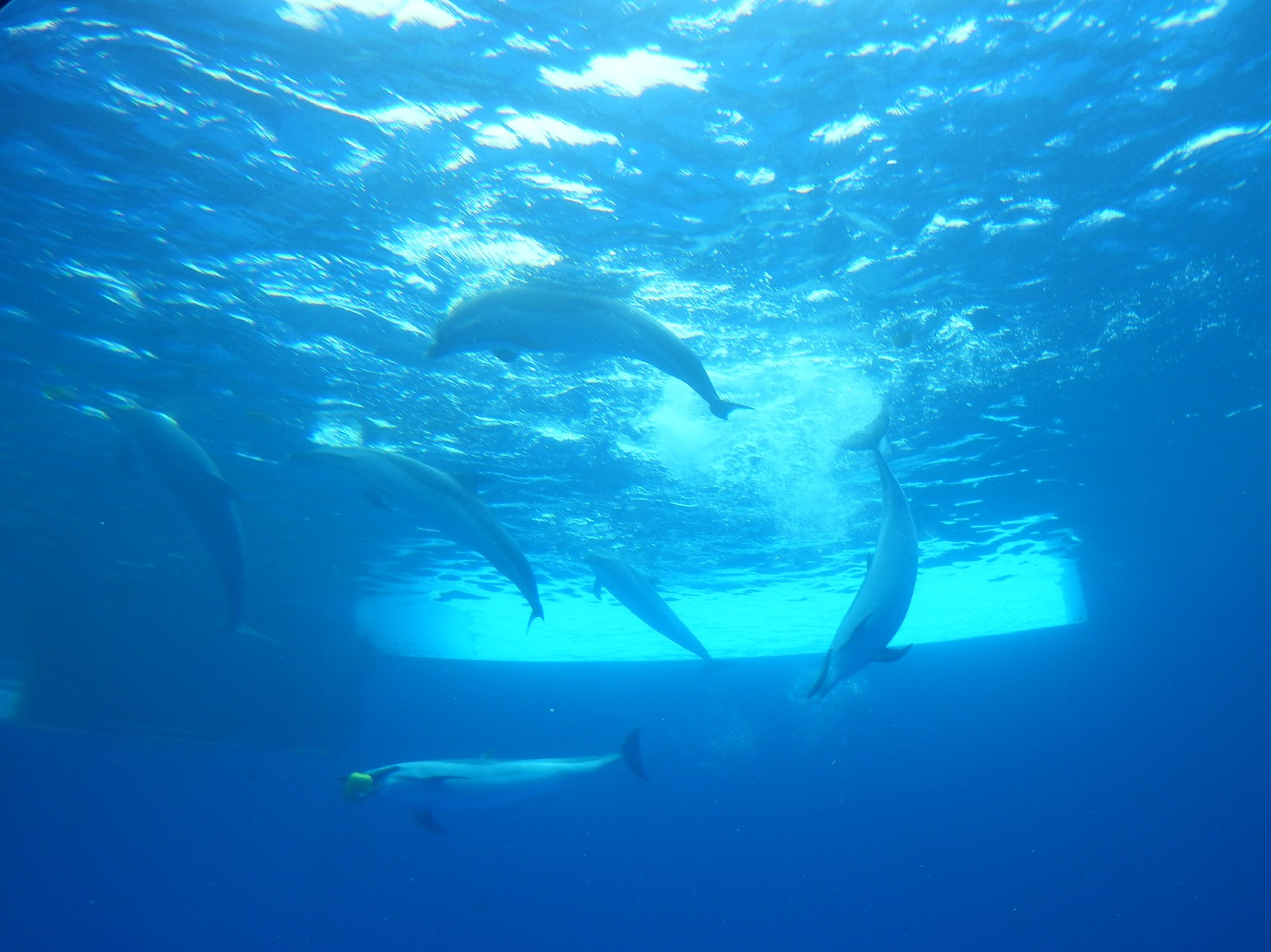
海豚ホール
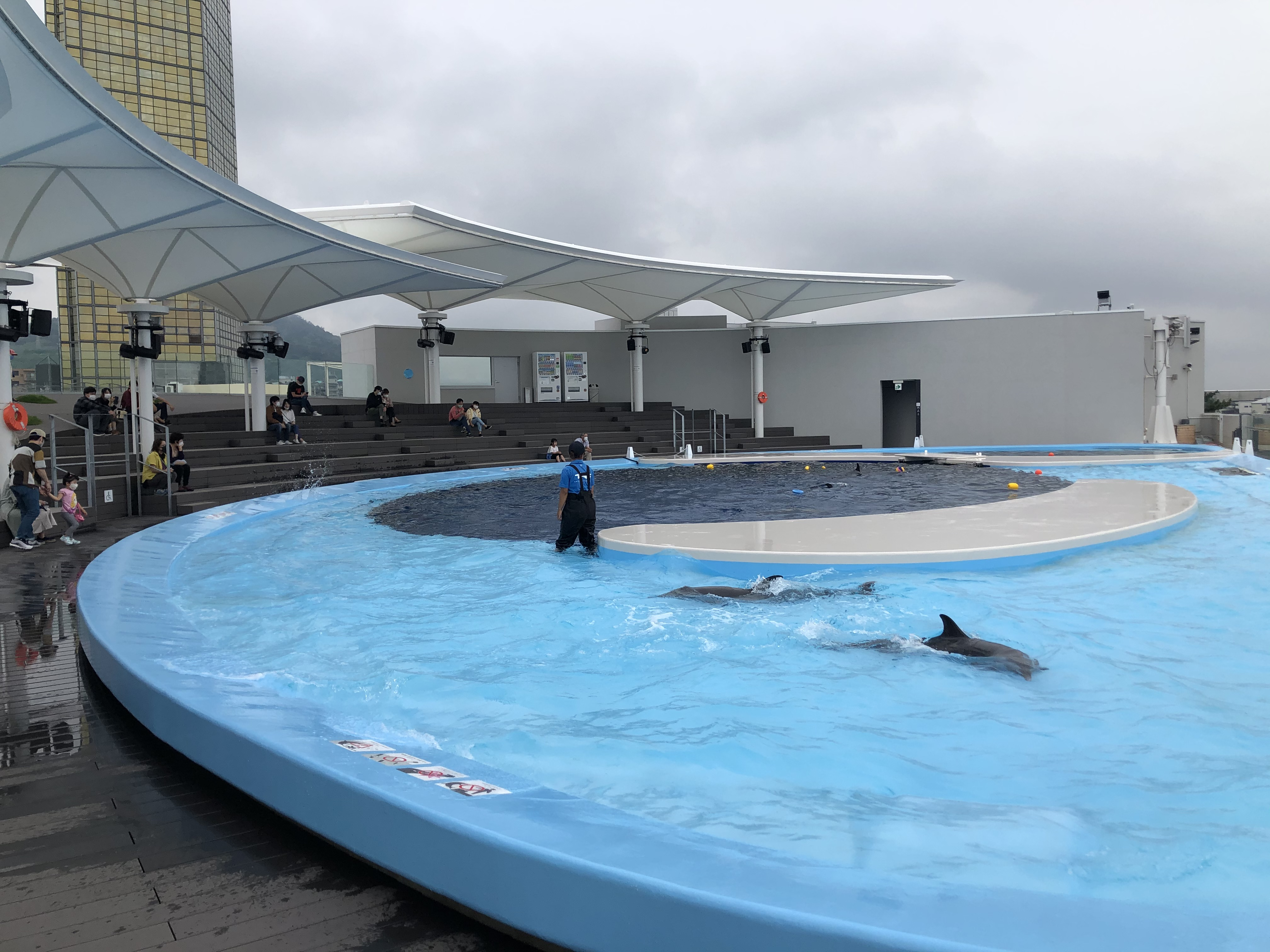
海豚プール・サンセットデッキ
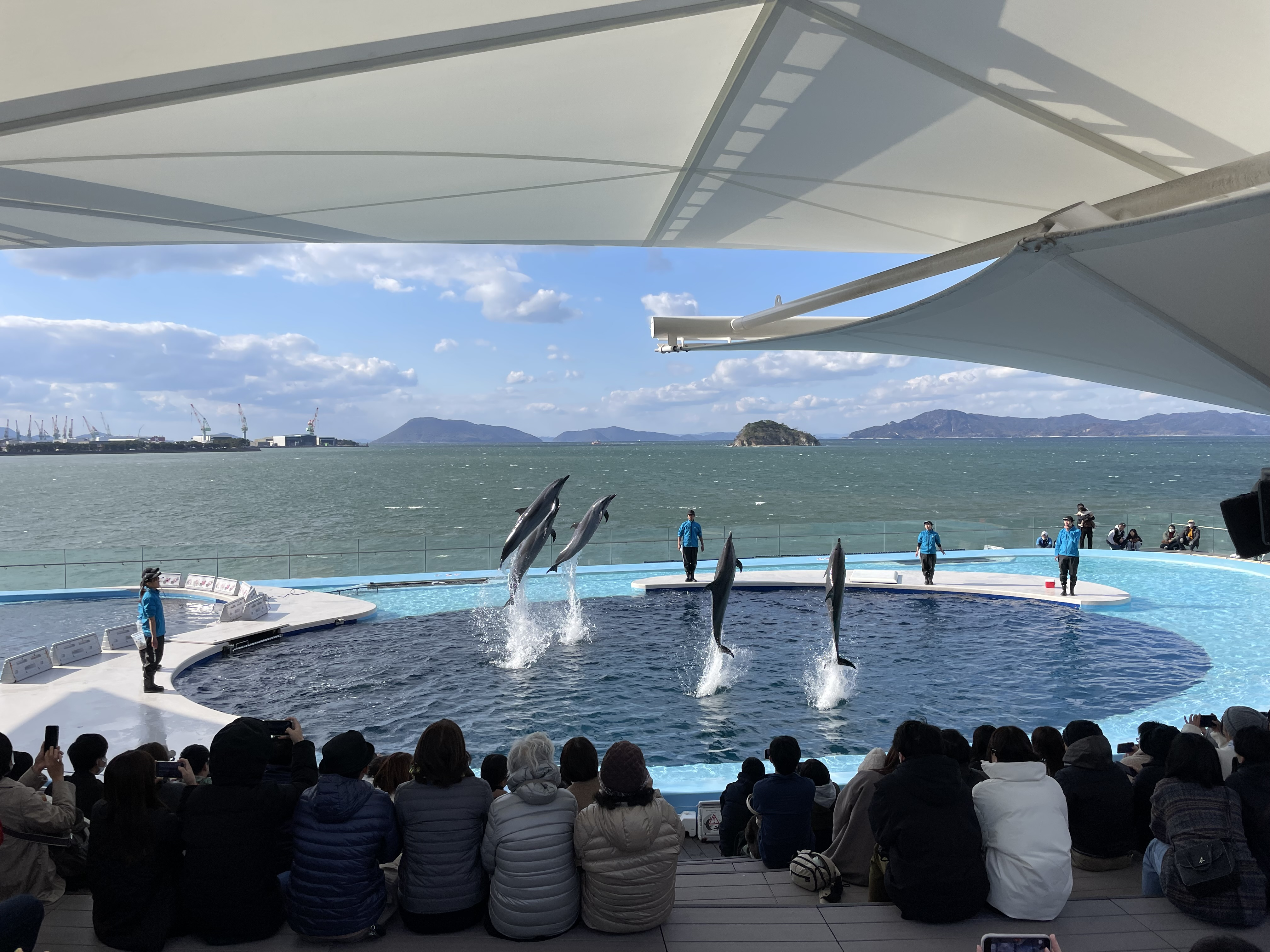
イルカプレイングタイム

## マスコットキャラクター
シュモクザメの男児という設定で、名称は「しゅこくん」。この名前はシュモクザメと「四国」に由来し、公募による4604人の名称案から、55人が考案したこの名前が選定され、抽選の結果、高松市在住の女児（6歳）が命名者となった。

## アクセス
- JR四国予讃線・本四備讃線（瀬戸大橋線）宇多津駅より徒歩12分[52]。
- 坂出ICより車で約10分、坂出北ICから約5分[53]。

## その他
- JR四国は期間限定で「四国水族館きっぷ」を販売している。四国の各都市より宇多津までの往復と四国水族館の入館券引換券がセットになっており、有効期間は1日間[54][55]。
- ゴールデンウィークや長期休み期間中に「Nightscape(ナイトスケープ)」と称し、営業時間の延長や、館内照明の特別演出、日が沈む時間帯のイルカショーなどを行っている[56][57]。

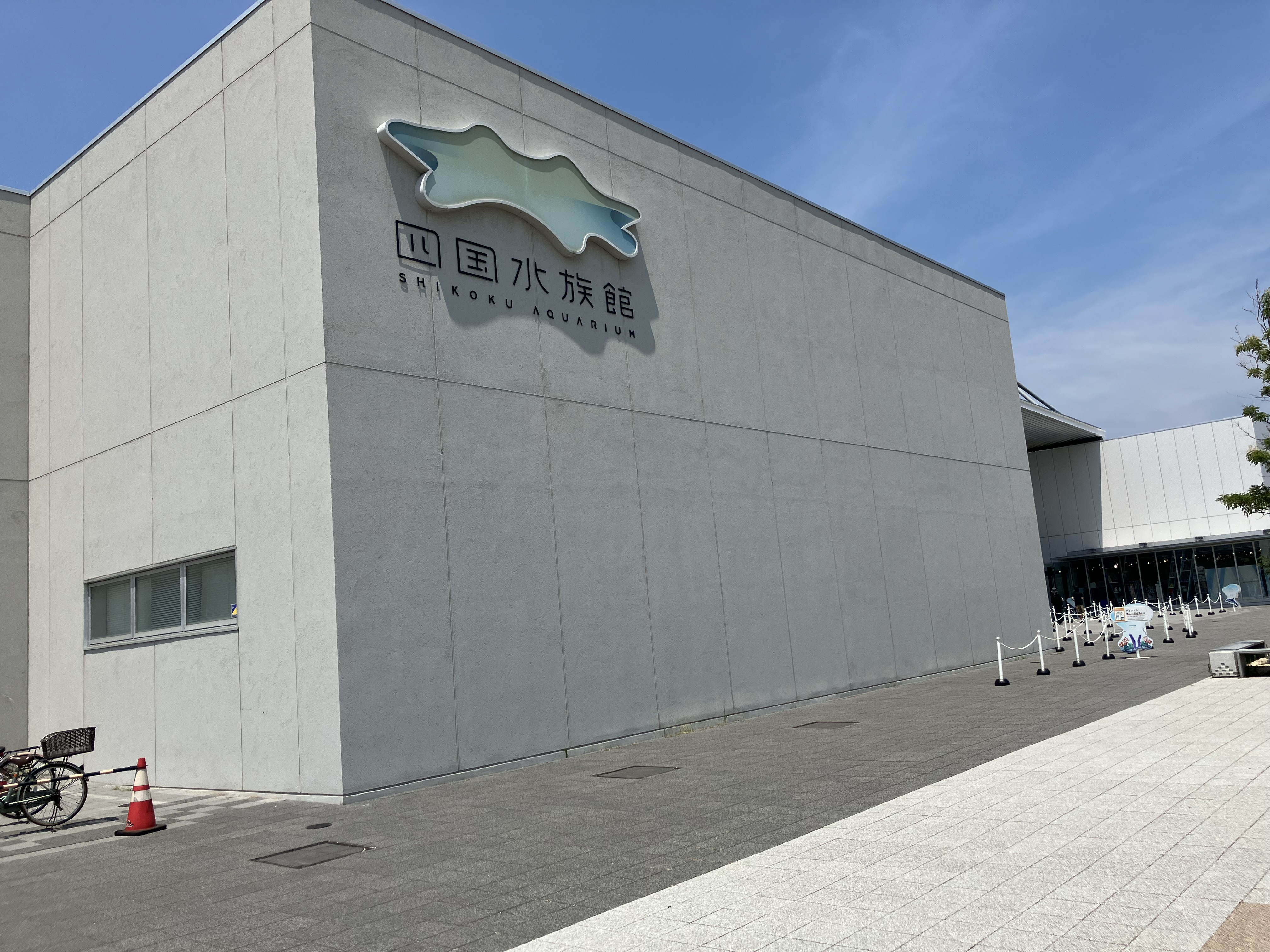
水族館のロゴマーク（2025年8月）
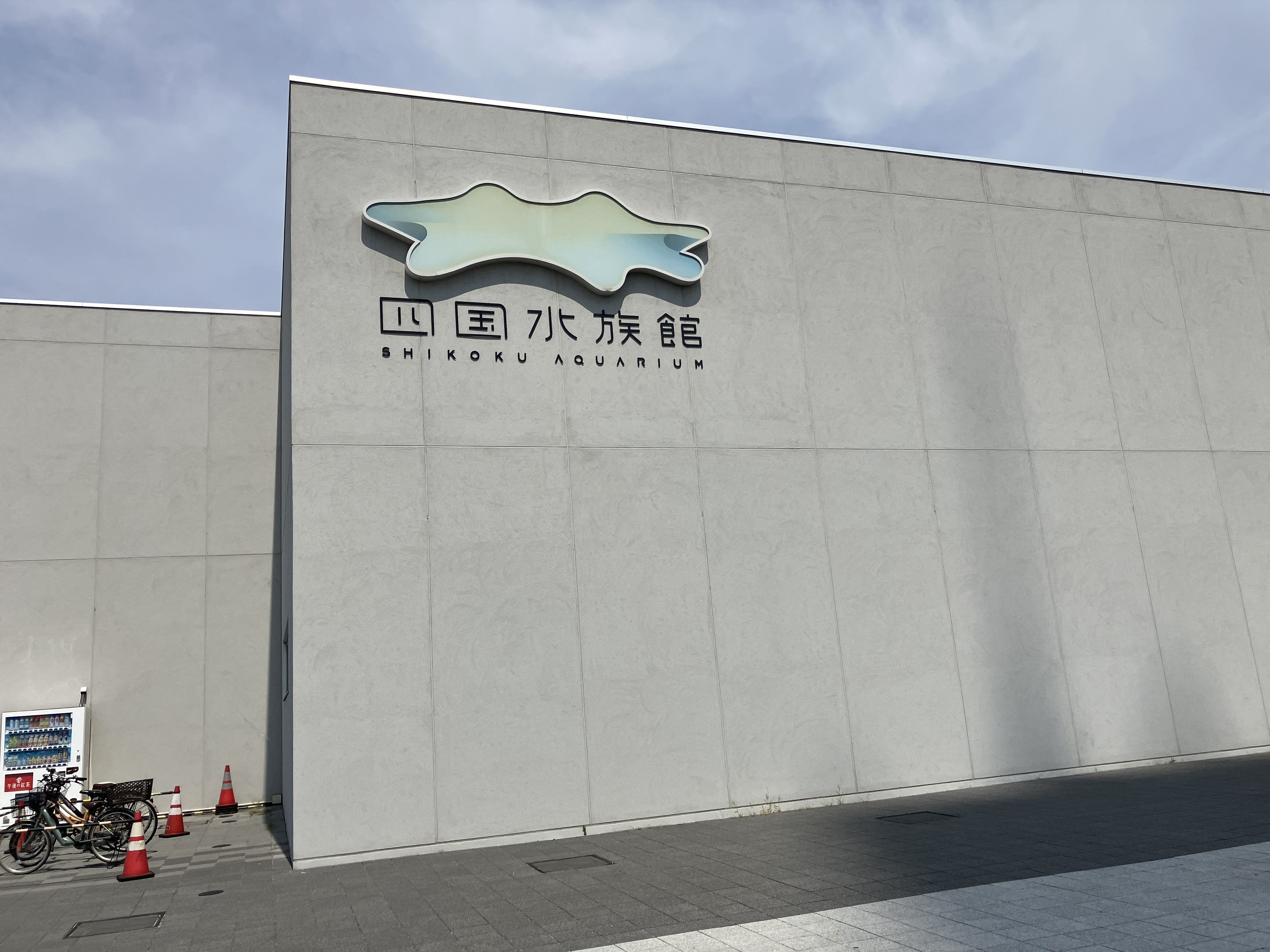
水族館のロゴマーク（2025年8月）
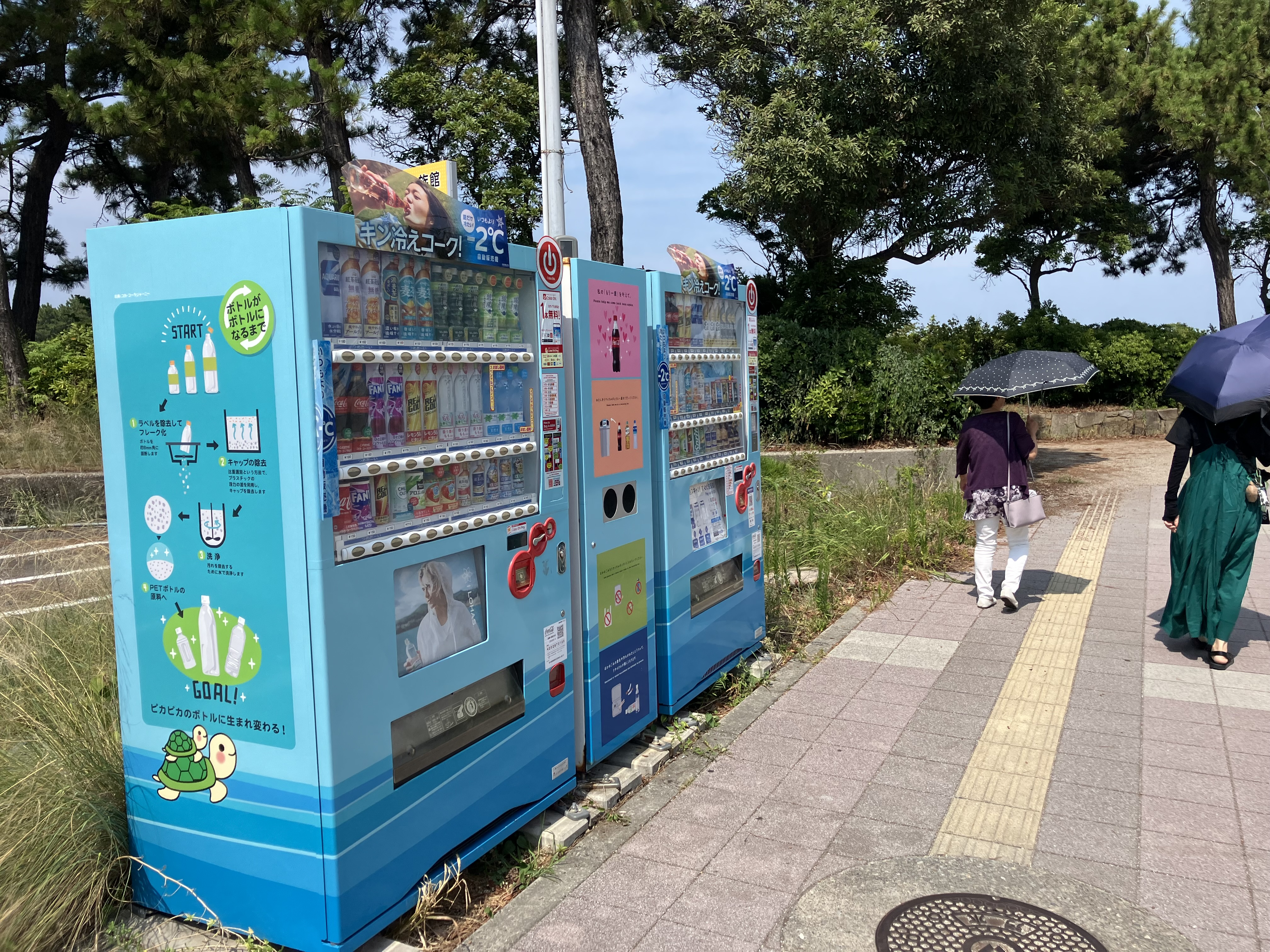
水族館の自動販売機（2025年8月）
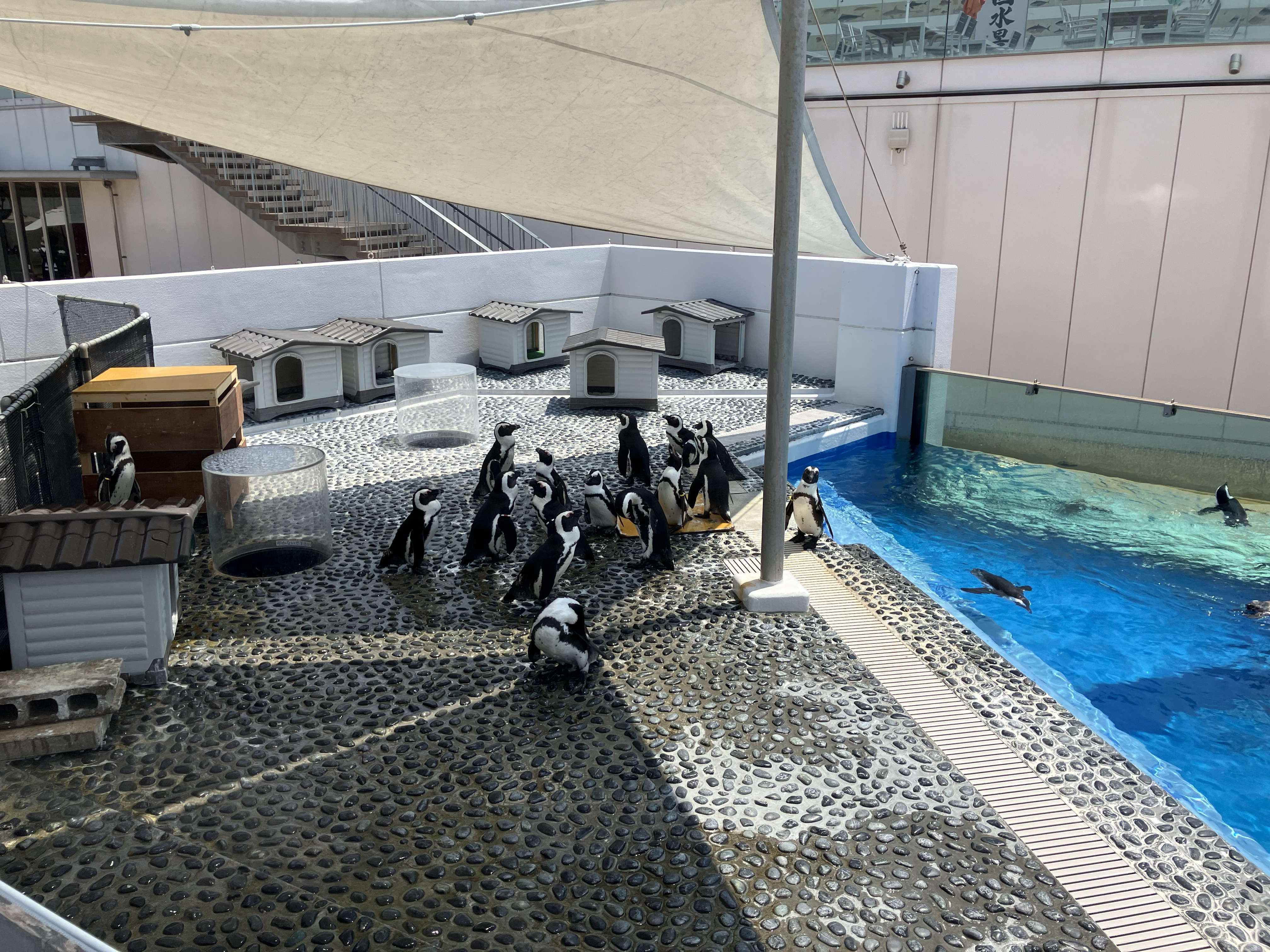
ペンギン（2025年8月）